# Назаров, Михаил Алексеевич
Назаров Михаил Алексеевич (24 мая 1927, Кананикольское — 29 августа 2019, Уфа) — советский, российский живописец, заслуженный художник Башкортостана (2002).

## Биография
Назаров Михаил Алексеевич родился 24 мая 1927 года в селе Кананикольское Зилаирского кантона Башкирской АССР, ныне Зилаирского района Республики Башкортостан, в семье служащих.
С 1932 года семья Назаровых жила в Мраково, затем переехала на Тубинский рудник.
С 1941 по 1945 год Михаил работал в шахте наравне со взрослыми. Среднюю школу окончил в Магнитогорске.
Затем поступает в Башкирское художественно-театральное училище в Уфе, где большое влияние на формирование его как художника оказали педагоги Александр Тюлькин и Борис Лалетин. После окончания училища он работал в школе учителем рисования.
В 1958 году Михаил Назаров окончил факультет живописи Государственного художественного института в Таллине. С 1958 года жил и работал в Уфе. На кафедре живописи, рисунка и композиции Уфимского Государственного института искусств работал в 1979—1982 гг., на вновь открытой кафедре живописи УГАИ продолжал трудиться с 1991 года.
С 1981 года — член Союза художников СССР.

## Творчество
В живописи и в рисунке обращается к башкирским сюжетам: «Мои друзья Тимур и Мининур», «Кумысницы». «Минур и Мунира». «Нарядная Гафифа».
Александром Пантелеевым участвовал в создании мозаичных панно при художественном оформлении общественных зданий Уфы, Ишимбая и Стерлитамака.
Основные работы: «Застолье» (х., темпера, 1970, Гос. Третьяковская гал.), триптих «Житие-бытие Зинки Пустыльниковой» (х., темпера, 1980-91, Челябинская карт. гал.); «Пир» («Голова ты моя, голова», х., темпера, 1964), «Базар с гусями» (х., темпера, 1972), «Трудовики» (х., м., 1974) — все в Екатеринбургской карт. гал.; «Распятие» (х., темпера, 1976, Музей совр. иск-ва «Восток», Уфа); «Минур и Мунира» (б., ф., темпера, 1976, Музей совр. иск-ва, Москва); «Женщины войны» (х., темпера, коллаж, 1976, собств. авт.); «На тракторе» (х., темпера, 1969), «Кучумовский вечер» (х., темпера, 1986) — обе в Художественном музее им. М. В. Нестерова.
Работы Михаила Алексеевича хранятся в Уфимском музее современного искусства, Государственной Третьяковской галерее, Челябинской и Екатеринбургской картинных галереях, Новосибирской ГХМ, РМИИ (Йошкар-Ола). Картины «Баймакский базар», «Натюрморт», «Портрет матери» и другие находятся в Художественном музее им. М. В. Нестерова.
Написал цикл статей о художниках Башкортостана.

## Выставки
В 1959 году впервые участвовал в выставке.
Первая персональная выставка состоялась в 1989 году в Свердловске, где он представил около 220 художественных и графических работ.
Позже прошли его выставки в Уфе.
В составе группы «Сары-Бия» выставлялся в Челябинске, Москве, Йошкар-Оле, Новосибирске, Вене и Зальцбурге.

## Награды и премии
- Премия имени Г. С. Мосина (2001).
- «Заслуженный художник Республики Башкортостан» (2002).